# Список керівників держав 1429 року
Список керівників держав 1429 року — це перелік правителів країн світу 1429 року.
Список керівників держав 1428 року — 1429 рік — Список керівників держав 1430 року — Список керівників держав за роками

## Європа
- Англія
  - Король Англії — Генріх VI (1422—1461)
- Балканський півострів
  - Візантійська імперія — Іоанн VIII Палеолог (1425—1448)
  - Айнос — Паламеде Гаттілузіо (1409—1455)
  - Аркадія (баронія) — Чентуріоне II Дзаккарія (1401—1432)
  - Герцогство Архіпелагу — Джованні II Кріспо (1418—1433)
  - Афінське герцогство — Антоніо I Аччаюолі (1395/1402-1435)
  - Ахейське князівство — Чентуріоне II Дзаккарія (1404—1430)
  - Дукаджині (князівство) — володіння кількох братів
  - Боснійське королівство — король Твртко II (1421—1442)
  - Епірський деспотат — Карло I Токко (1411—1429); Карло II Токко (1429—1448)
  - Зета (держава) — Джурадж Бранкович (1427—1456)
  - Кастріоті (князівство) — Гьон Кастріоті (1407—1437)
  - Пфальцграфство Кефалонії та Закінфу — Карло I (1377—1429); Карло II Токко (1429—1448)
  - Кіпрське королівство — Янус (1398—1432)
  - Берат (князівство) — Теодор Короне Музака (між 1389 і 1450)
  - Лесбос — архонт Якопо Гаттілузіо (1404—1428); Доріно I Гаттілузіо (1428—1455)
  - Морейський деспотат — Феодор II Палеолог (1407—1443)
  - Сербський деспотат — Джурадж Бранкович (1427—1456)
- Балтія
  - Велике князівство Литовське — Вітовт (1392—1430)
  - Дерптське єпископство — Дитріх IV Реслер (1413—1441)
  - Езель-Вікське єпископство — Крістіан Кубанд (1423—1432)
  - Курляндське єпископство — Йоганн ІІІ Тіргарт (1425—1456)
  - Лівонський орден — ландмейстер — Ціссе фон дем Рутенберг (1424—1433)
  - Ризьке архієпископство — Геннінг Шарпенберг (1424—1448)
  - Держава Тевтонського ордену — великий магістр Пауль фон Русдорф (1422—1441)
- Білорусь
  - Жмудське князівство — Кезгайло Волімонтович (1412—1432)
  - Кобринське князівство — Семен Романович (1416—1455)
- Князь Новгородський — до 1432 вакансія
- Трапезундська імперія — Олексій IV (1417—1429); Іоанн IV (1429—1459)
- Ірландія
  - Айргіалла — Бріан мак Ардгайл (1416—1442)
  - Десмонд — Домналл ан Дана Мак Карті (1428—1469)
  - Тір Еогайн — Домналл мак Ейнрі Аймрейд (1421—1432)
  - Томонд — король Тадг ан Ґлеморе О'Бріан (1426—1438)
- Італія
  - Венеційська республіка — дож Франческо Фоскарі (1423—1457)
  - Графство Гвасталла — Гвідо Тореллі (1428—1449)
  - Мантуя — капітано-дель-пополо Джанфранческо I Гонзага (1407—1433)
  - Міланське герцогство — Філіпо Марія Вісконті (1412—1447)
  - Мірандола (герцогство) (Ducato della Mirandola) — Джованні I Піко (1399—1432)
  - Маркграфство Монферрат — Джан Джакомо (1418—1445)
  - Неаполітанське королівство — Джованна I (1414—1435)
  - Салуццо (маркграфство) — Лодовіко I (1416—1475)
  - Сардинське королівство — Альфонсо V (1416—1458)
  - Королівство Сицилія — Альфонсо V (1416—1458)
  - Князівство Таранто — Джованні Антоніо Орсіні дель Бальцо (1420—1463)
  - Принц-єпископство Тренто — Олександр Мазовецький (1423—1444)
  - Урбіно (герцогство) — Гвідантоніо та Монтефельтро (1404—1443)
  - Феррарська сеньйорія — Нікколо III д'Есте (1393—1441)
  - Маркграфство Фінале — Галеотто I дель Карретто (1412—1450)
- Кавказ
  - Грузинське царство — Олександр I (1412—1442)
  - Гурійське князівство — Гіоргі I Гуріелі (1410—1430)
  - Самцхе-Саатабаго — Іване II Джакелі (1391—1444)
    - Арагві (еріставство) — Міхай (між 1380 і 1430)
- Німеччина
  - Герцогство Австрія — Фрідріх IV (1412—1439)
  - Князівство Ангальт — Ангальт-Бернбург — Бернгард VI (1420—1468); Ангальт-Цербст (князівство) — Георг I (1423? — 1474); Ангальт-Дессау — Георг I (1417—1474; з двома братами); Ангальт-Кетен — Адольф I (1423—1473)
  - Ансбах (князівство) — Йоганн III (бургграф Нюрнберга) (1398—1440)
  - Баварсько-Інгольштадтське герцогство — Людвіг Бородатий (1413—1443)
  - Баварсько-Мюнхенське герцогство — Вільгельм III (1397—1435)
  - Баварсько-Штраубінзьке герцогство — Якоба (1417—1429, номінально до 1432)
  - Баденське маркграфство — Бернгард I (1372—1431)
  - Байройт (князівство) — Фрідріх I (1420—1440)
  - Берг (герцогство) — Адольф (герцог Юліха і Берга) (1408—1437)
  - Берхтесгаден (пробство) — Петер ІІ Пінценауер (1404—1432)
  - Маркграфство Бранденбург — курфюрст Фрідріх I (1415—1440)
  - Герцогство Брауншвейг-Люнебург — Бернгард І (1373—1434)
  - Принц-єпископство Бріксен — Ульріх Путч (1427—1437)
  - Вадуц (графство) — Вольфгарт I (1416—1456)
  - Верле (сеньйорія) — Вільгельм (1425—1436)
  - Графство Вюртемберг — граф — Людвіг I (1419—1442)
  - Вюрцбург (принц-єпископство) — Йоганн II фон Брунн (1411—1440)
  - Гессен (ландграфство) — Людвіг I (1413—1458)
  - Геттінген (князівство) — Оттон II (1394—1463)
  - Принц-єпископство Гільдесгайм — Магнус Саксен-Лауенбурзький (1424—1453)
  - Гольштейн-Піннеберг — Отто II (1426—1464)
  - Гоя (графство) (Grafschaft Hoya) — Гойя-Гойя — Отто V (1428—1451); Гойя-Ніенбург — Йоганн V (1426—1466)
  - Архієпископ Зальцбургу — Еберард IV Штархемберзький (1427—1429); Йоганн фон Райсберг (1429—1441)
  - Зіммерн-Цвайбрюккен — пфальцграф Стефан (1410—1459)
  - Каммін (єпископство) — Зігфрід II (1424—1446)
  - Герцогство Каринтія — Фрідріх III (1424—1493)
  - Кельнське курфюрство — Дітріх II фон Мерс (1414—1463)
  - Кенігсегг (Königsegg) — Ульріх IV (? — 1444)
  - Клеве (герцогство) — Адольф I (герцог Клеве) (1394—1417 — як граф; як герцог — 1417—1448)
  - Констанц (князівство-єпископство) — Отто ІІІ (1410—1434)
  - Курпфальц — Людвіг III (1410—1436)
  - Ландсгут-Баварське герцогство — Генріх XVI (1393—1450)
  - Ліппе-Детмольд — Симон IV (1415—1429); Бернард VII (1429—1511)
  - Любекське князівство-єпископство — Йоганнес Шеле (1420—1439)
  - Люнебург (князівство) — Бернгард І (1428? — 1434)
  - Архієпископ Майнца Конрад III фон Даун (1419—1434)
  - Марк (графство) — Адольф I (герцог Клеве) (1398—1448)
  - Мекленбург-Шверін — Генріх IV (1422—1477)
  - Мекленбург-Штаргард — Генріх Худий (1423—1466)
  - Нассау-Саарбрюккен — граф Філіп I (1381—1429); Йоганн II (1429—1472)
  - Графство Ольденбург — Дітріх (1420/1423-1440)
  - Падерборнське князівство-єпископство — Дітріх III фон Моєрс (1415—1463)
  - Герцогство Померанія — Слупське князівство — Богуслав IX (1418—1446); князь Поморсько-Вольгастський Вартислав ІХ (1405—1451)
  - Равенсберг (графство) — Адольф (герцог Юліха і Берга) (1408—1437)
  - графство Рітберг — Конрад V (1428—1472)
  - Саксен-Лауенбург — Еріх V (1411/1412—1435)
  - граф Тиролю — Фрідріх IV (1406—1439)
  - Фельденц (графство) — Фрідріх III (1396—1444)
  - Хахберг-Заузенберг — Вільгельм (1428—1441)
  - Герцогство Штирія — Фрідріх III (1424—1493)
  - Юліх-Берг — герцог Адольф (1423—1437)
- Піренейський півострів
  - Королівство Арагон — Альфонсо V (1416—1458)
  - Королівство Португалія — король Жуан I (1385—1433)
  - Королівство Наварра — Бланка I (1425—1441)
  - Гранадський емірат — Мухаммад VIII аль-Мутамассік (1417—1429); Мухаммад IX аль-Айсар (1429—1431)
- Польща — Владислав II Ягайло — 1387—1434
  - Бжезьке князівство — Людвік II Бжезький (1400—1436)
  - Варшавське князівство (середньовічне) — Януш I Старший (1373—1429); Болеслав IV Варшавський (1429—1454)
  - Глоговецько-Прудницьке князівство — Болько V Гусита (1420—1460)
  - Глубчицьке князівство — Пржемисл I Опавський (1394—1433)
  - Герцогство Заган — Ян I Жаганський (1403—1439)
  - Зембицьке князівство — до 1435 року в складі земель Чеської корони
  - Козленське князівство — Конрад VII Білий (1427—1450)
  - Любінське князівство — Руперт II Любінський (1419—1431)
  - Немодлінське князівство — Бернард Немодлінський (1400—1450)
  - Олесницьке князівство — Конрад V Кацький (14227-1439)
  - Опавське князівство — Вацлав I Опавський і Пржемисл I Опавський (1377—1433)
  - Освенцімське князівство — Казимир I Освенцімський (1406—1433/1434)
  - Сцинавське князівство — Болеслав I Цешинський (1410—1431)
  - Легницьке князівство — Людвік II Бжегський (1413—1436)
  - Опольське князівство — Болеслав III Опольський (1401? — 1437)
  - Померанія-Щецін — Казимир V (1428—1434)
  - Тешинське герцогство — Болеслав I Цешинський (1410—1431)
  - Севезьке князівство — Болеслав I Цешинський (1405—1431)
  - Хойнувське князівство — Руперт II Любінський (1419—1431)
  - Черське князівство — Януш I Старший (1381—1429); Болеслав IV Варшавський (1429—1454)
- Білозерське князівство — Андрій Дмитрович (1389–1432)
- Брянське князівство — Свидригайло Ольгердович (1401—1430)
- Велике князівство Московське — Василь II Темний (1425—1462)
- Ростовське князівство — Іван Андрійович (1409—1437)
- Велике князівство Рязанське — Іван Володимирович (1408—1429); Іван Федорович (1429? — 1457)
- Стародубське князівство (Північно-Східна Русь) — Федір Федорович (кінець I чверті XV ст. — кінець 40-х рр. XV ст.)
- Велике князівство Тверське — Борис Олександрович (1425—1461)
- Углицьке князівство — князь-московський намісник Костянтин Дмитрович (1410 — 1433)
- Булгарський улус — Алі-бай (між 1420 і 1438)
  - Холмське князівство (уділ Тверського) — Дмитро Юрійович (1410—1454/1456)
- Ярославське князівство — Федір Васильович (1426—1434)
- Румунія; Молдова
  - Волощина — господар Дан ІІ (1427—1431)
  - Молдавське князівство — Олександр Добрий (1400—1432)
- Скандинавія
  - королева Данії — Ерік Померанський (1412—1439)
  - Королева Норвегії Ерік Померанський (1412—1442)
  - Швеція — Ерік Померанський (1412—1439)
- Угорське князівство — король Сигізмунд Люксембург (1387—1437)
- Україна —
  - Намісник Київський — Гольшанський Михайло Іванович (1422—1433)
  - Белзьке князівство — Земовит V (1426—1434)
  - Подільське князівство — Вітовт (1411—1430)
  - Сіверське князівство — Свидригайло Ольгердович (142?–1430)
  - Кримський улус — Улуг-Мухаммед (1428—1431)
  - Список консулів Генуезької Ґазарії — Габріеле Джіустиніані (1428—1429); Луїджі Сальваго (1429—1434)
  - Феодоро — Олексій I (1411—1434)
- Королівство Франція — Карл VII Звитяжний (1422—1461)
  - Герцогство Аквітанія — Маргарита Бургундська (1415—1442)
  - пфальцграф Бургундії — Філіпп III (1419—1467)
  - Герцогство Бар — Людовик (1415—1430)
  - Брабант (герцогство) — Філіпп (1427—1430)
  - Графство Булонь — Марія Овернська (1424—1437)
  - Бретонське герцогство — Жан VI (1399—1442)
  - Бурбон (герцогство) — Жан I (1410—1434)
  - Гельдерн (графство) — Арнольд Егмонт (1423—1465)
  - Голландія — Якоба (1425—1433)
  - Ено (графство) — Якоба (1425—1432)
  - Графство Ла Марш — Жак II (1393—1435)
  - Люксембург (герцогство) — Єлизавета фон Герліц (1411—1451)
  - Льєзьке єпископство — Йоганн VIII фон Гайнсберг (1419—1455)
  - Мен (графство) — Людовик III Анжуйський (1417—1434)
  - Монбельяр (графство) — Генрієтта де Монфокон (1397—1444)
  - Монако — Каталан (1427? — 1457)
  - Намюр (графство) — Жан III (1418—1429). Володіння Бургундського дому.
  - Оранж (князівство) — Луї II де Шалон-Арле (1417—1463)
  - Савойське герцогство — Фелікс V (1391—1434)
  - Фландрія — Філіпп II (1419—1467)
  - Графство Фуа — Жан I де Фуа (1412—1436)
- Король Богемії (Чехія) — Сигізмунд Люксембург (1419—1437)
- Шотландія
  - Король Шотландії — Яків I (1406—1437)
- Святий Престол; Папська держава — папа римський — Мартин V (1417—1431)
- Вселенський патріарх — Йосип II (1416—1439)

## Азія
- Візантійська імперія — Іоанн VIII Палеолог (1425—1448)
- Трапезундська імперія — Олексій IV (1417—1429); Іоанн IV (1429—1459)
- Близький Схід
  - Мамелюцький султанат — Барсбей аль-Ашраф (1422—1438)
  - Алайє (бейлик) (Alâiye Beyliği) — Караман (1424—1446)
  - Дулкадір (бейлик) — Насір ад-Дін Мехмед-бей (1398/1399-1442)
  - Кандар (династія) — Ісфендіяр-бей (1385—1440)
  - Рамазаногуллари — Мехмед I (1427—1435)
  - Караманіди — Тадж ед-Дін Ібрагім (1424—1463)
  - Османська імперія — Мурад II (1421—1444)
  - Джабридський емірат — Заміл ібн Хусейн (1417—1463)
  - Шаріфат Мекки — Баракат I (1425? — 1455)
  - Емірат Хасанкейф (Emirate of Hasankeyf) — аль-Ашраф Ахмад (1424—1432)
- Персія; Середня Азія
  - Ак-Коюнлу — Кара Осман (1389—1435)
  - Кара-Коюнлу — Кара Іскандер (1420—1436)
  - Держава Ширваншахів — Халілулла I (1417—1465)
  - володар Кабула, Кандагару і Газні володар Кабула, Кандагару, Газні, Балху і Тохаристану Султан-Масуд Мірза (1426—1439)
  - Ханство Абулхаїра — Абулхайр-хан (1428—1469)
- Расуліди — аль-Ашрафа Ісмаїл II (1427—1428); аз-Захір Ях'я (1428—1439)
- Індія і Шрі-Ланка
  - Ахом — Супхакпхаа (1422—1439)
  - Бахмані — Ахмад-шах I Бахмані (1422—1436)
  - Бенгальський султанат — Джалал ад-дін Мухаммед-шах (1418—1433)
  - Віджаянагарська імперія — Деварая II Сангама (1423—1446)
  - Східні Ганги — Бхану Дева IV (1425—1434)
  - Гархвал (держава) — Віджай Пал (1426—1437)
  - Гуджаратський султанат — Ахмед-шах I (1411—1442)
  - Делійський султанат — Сайїд Мубарак-шах (1421—1434)
  - Джайпур (князівство) — Удха Рао (1424—1453)
  - Джайсалмер (князівство) — Лахман Сінгх (1402—1436)
  - Джаунпурський султанат — Ібрагім-шах Шаркі (1402—1440)
  - Джодхпур (князівство) — Рао Ранмал (1428—1438)
  - Кашмірський султанат — Зайн аль-Абідін (1420—1470)
  - Майсур (князівство) — Чамараджа Водеяр I (1423—1459)
  - Малавський султанат — Хошанг Шах (1406? — 1435)
  - Династія Малла — Джаяякш'ямалла (1428—1482)
  - Мевар (князівство) — Мокал Сінґх (1421—1433)
  - Мустанг (королівство) — Аме Пал (1380—1440)
  - Хандеський султанат — Насір-хан Фарукі (1399—1437)
  - Джафна (держава) — Гунавіра Цінкаярян (1410—1440)
  - Котте (королівство) — Паракрамабаху VI (1412—1467)
  - Династія Редді — Вірабхадра Редді (1423—1448)
  - Династія Самма — внутрішня боротьба до середини 15 століття
- Індонезія; Південно-Східна Азія
  - Аюттхая (королівство) — Боромморачатхірат II (1424—1448)
  - Брунейська імперія — Шариф Алі (1425—1432)
  - Гантаваді — Бінья Ран I (1424—1446)
  - Династія Ле — Ле Лой (1427/1428-1433)
  - Ланна (держава) — Самфангкен (1401—1441)
  - Лансанг — Пхомматат (1428—1429); Юкхон (1429—1430)
  - Пагаруюнг — Віджаяварман (1417—1440)
  - Маджапагіт — Вікрамавардхана (1389—1429); Сухіта (1429—1447)
  - Муанг Мао — Сонганпа (1413—1442)
  - Могн'їн (князівство) — Хсо К'яунг Хпа (1414—1430)
  - Ава (М'янма) — Могньїнтадо (1426—1439)
  - Малаккський султанат — Мухаммед-Шах (1424—1444)
  - М'яу-У — Мінсомон (1429—1433)
  - Чампа — Індраварман VI (1400—1441)
  - Сукхотай (королівство) — Бороммапан (1419—1438)
  - Сунда — Ніскала Васту Канчана (Niskala Wastu Kancana; між 1371 і 1475)
  - Кедах (султанат) — Атаулла Мухаммад Шах I (1423—1473)
  - Пасай — Зайн ал-Абідін II (1428—1438)
  - Тернатський султанат — колано Комала Пулу (1377—1432)
- Кхмерська імперія — Понхеа Ят (1421—1463)
- Накхонситхаммарат (держава) — Махарачаданай (? — 1452)
- Китай; Монголія
  - Золота Орда — Улуг-Мухаммед (1428—1432)
  - Тибет — десі (регент-володар) Дракпа Г'ялцен (1385—1432)
  - Династія Мін — Чжу Чжанцзі (1425—1435)
  - Династія Північна Юань — Адай-хан (1425—1438)
- Окінава
  - Нандзан — Таромай (1415? — 1429). Зникнення.
  - Тюдзан — Сьо Хасі (1422—1429). Зникнення.
  - Королівство Рюкю — Сьо Хасі
- Корея
  - Чосон — Седжон (1418—1450)
- Середня Азія і Сибір
  - Дербен-Ойрат — Тогон-тайши (1416—1438)
  - Джалаїрський султанат — Хусейн II Джалаїр (1425—1432)
  - Мавераннахр — Шахрух Мірза (1409—1447)
  - Марашіян — Муртада ібн Алі (1417—1433)
  - Міхрабаніди — Шамс ад-Дін Алі ібн Кутб ад-Дін (1419—1438/1439)
  - Тюменське ханство — Махмуд-Ходжа-хан (1428—1429); Абулхайр-хан (1429—1468)
- Японія — Імператор Ґо-Ханадзоно (1428—1464)

## Африка
- Адал — Джамал ад-Дін II (1424—1433)
- Бамум (держава) — мфон Нгупу (1418—1461)
- Борну — Абдаллах III Дакумуні (1424—1432)
- Буганда — Тембо (1405—1435)
- Варсангалі (султанат) — гараад Ахмед (1409—1430)
- Імперія Волоф — Тюкулі Н'Діклам (1420—1440)
- Імператор Ефіопії — Єшхак I (1414—1429); Андреяс (1429—1430)
- Заяніди — громадянська війна до 1430
- Кілва (султанат) — Сулейман ібн Мухаммад (1421—1442)
- Королівство Конго — Нанґа (1420—1435)
- Імперія Малі — Манса Муса III (1400—1440)
- Мариніди — Абд аль-Хакк II (1420—1465)
- Нрі — Езе Нрі Омалонесо (1390—1464)
- Мамелюцький султанат — Барсбей аль-Ашраф (1422—1438)
- Хафсіди — Абу Фаріс Абд аль-Азіз II (1394—1434)

## Південна Америка
- Королівство Куско — Віракоча Інка (1410—1438)
- Тескоко (держава) — Несауалькойотль (1418—1472; з перервами)

## Північна Америка
- Маяпанська ліга — Кокоми; Нікте Коком (1423—1431)
- Імперія Пурепеча — Хіріпан (1420—1435)
- Теночтітлан — тлатоані Ацтекський потрійний союз — Іцкоатль (1428—1440)
- Тлателолько — Куаутлатоуацін (1428—1460)